# Miguel Salmén
Miguel Salmén (Máximo Paz, Santa Fe, 11 de junio de 1923-Rosario, 21 de agosto de 2012) fue un docente, abogado y político argentino miembro de la Unión Cívica Radical Intransigente, que se desempeñó como senador nacional por la provincia de Santa Fe entre 1963 y 1966.

## Biografía
Nació en Máximo Paz (Santa Fe) en junio de 1923.
Se dedicó a la docencia en su localidad natal y participó en congresos pedagógicos. Paralelamente se desempeñó como publicista y colaborador de instituciones culturales. En política, adhirió a la Unión Cívica Radical y luego a la Unión Cívica Radical Intransigente (UCRI).
En 1958 fue elegido senador provincial por el departamento Constitución  y por sorteo le correspondió un mandato de dos años. Fue reelegido en 1960, ocupando una banca hasta abril de 1962 cuando las legislaturas provinciales fueron disueltas por el presidente José María Guido. Allí presidió las comisiones de Educación y Cultura y de Peticiones y Poderes. En 1962 también integró la convención que reformó la Constitución de la Provincia de Santa Fe. En las elecciones provinciales de 1963, fue candidato a vicegobernador, acompañando a José M. Cisera en la lista de la UCRI. La fórmula quedó en tercer lugar con cerca del 23 % de los votos.
En las elecciones al Senado de 1963, fue elegido senador nacional por la provincia de Santa Fe. Fue miembro de las comisiones de Educación y de Presupuesto y Hacienda.
En 1963, junto a su par santafesino Félix Eduardo Astudillo y el sanluiseño Miguel Ángel Bernardo, presentaron proyecto que declaraba como «prioridad esencial» de la acción estatal «la lucha contra la desocupación y la carestía de vida». Entre los instrumentos propuestos, se establecen precios básicos para la canasta familiar. El incremento de las inversiones era considerado como la «llave» para asegurar el «pleno empleo» y mejorar la distribución del ingreso. En junio de 1965, los mismos tres senadores presentaron un proyecto de declaración, en el cual rechazaba la ocupación por parte de Estados Unidos de la República Dominicana —calificándola como un «acto de injustificada agresión»— y expresándose en contra de la actitud del gobierno argentino en la Organización de los Estados Americanos.
No pudo terminar su mandato en el Senado de la Nación, que se extendía hasta 1972, por el golpe de Estado del 28 de junio de 1966.
Luego integró el gobierno provincial de Carlos Sylvestre Begnis como secretario general de la Gobernación, hasta el golpe de Estado del 24 de marzo de 1976.
Falleció en Rosario en agosto de 2012.